# Ombres et Lumière
Cet article possède un paronyme, voir Ombre et Lumière.
Ombres et Lumière est un film de fiction muet belge écrit, produit et réalisé par Théo Dubuisson, sorti en 1929.

## Distribution
- Suzanne Christy : Cécile, une jeune villageoise aveugle aimée par le fils d'un riche cultivateur
- Francis Martin : Jean-Claude Langlois, le fils d'un riche cultivateur qui l'aime
- Roy-Fleury : la grand-mère
- Barbara Conta-Boisne : Marie Buron
- Yvonne Ghesquière : la comtesse
- Jules Counard : André Buron
- Degobert : le père Langlois, un riche cultivateur sans cœur qui s'oppose au mariage de Cécile et Jean-Claude
- Théo Dubuisson : l'oncle de Cécile, une brute ivrogne